# Шидлувець
Шидлувець (пол. Szydłówiec) — село в Польщі, у гміні Орхово Слупецького повіту Великопольського воєводства.
Населення — 199 осіб (2011).
У 1975-1998 роках село належало до Конінського воєводства.

## Демографія
Демографічна структура станом на 31 березня 2011 року:
|          | Загалом | Допрацездатний вік | Працездатний вік | Постпрацездатний вік |
| -------- | ------- | ------------------ | ---------------- | -------------------- |
| Чоловіки | 102     | 33                 | 62               | 7                    |
| Жінки    | 97      | 33                 | 49               | 15                   |
| Разом    | 199     | 66                 | 111              | 22                   |